# منصف ذکری
منصف ذکری (عربی: منصف زيكري؛ زادهٔ ۲۰ سپتامبر ۲۰۰۸) بازیکن فوتبال اهل مراکش است که در حال حاضر برای مشلان در پست مدافع کناری چپ بازی می‌کند.
وی همچنین در تیم‌های ملی فوتبال زیر ۱۶ سال، زیر ۱۷ سال و زیر ۱۸ سال مراکش بازی کرده است.

## دوران باشگاهی
ذکری، متولد براسلز، بلژیک است. او دوران جوانی خود را در اواچ لوون آغاز کرد، سپس در سال ۲۰۲۲ به سینت‌ترودن پیوست و بعد در سال ۲۰۲۳ به کاوی مخلن منتقل شد. او در تیم ذخیره باشگاه به نام یانگ کاوی مخلن در چهارمین سطح لیگ بلژیک در فصل ۲۰۲۴–۲۵ بازی کرد.
او اولین بازی رسمی خود را برای کاوی مخلن در ۱۰ مه ۲۰۲۵ انجام داد و در یک بازی لیگ مقابل استاندارد لیژ به جای موری کوناته به زمین رفت. یک هفته بعد، اولین بازی خود را به صورت ترکیب اصلی در دیدار مقابل اسپورتینگ شارلوا آغاز کرد که با تساوی ۱–۱ به پایان رسید. با وجود علاقه باشگاه‌هایی مانند آژاکس آمستردام، در پایان فصل نخستین قرارداد حرفه‌ای خود را با کاوی مخلن امضا کرد.

## دوران ملی
در مارس ۲۰۲۵، ذکری توسط تیم ملی زیر ۱۷ سال مراکش برای شرکت در جام ملت‌های زیر ۱۷ سال آفریقا ۲۰۲۵ که در مراکش برگزار شد، دعوت شد.
او بازیکن کلیدی تیم در طول تورنمنت بود و به مراکش کمک کرد تا پس از پیروزی مقابل تیم ملی زیر ۱۷ سال ساحل عاج در ضربات پنالتی (۰–۰ در وقت عادی)، به فینال راه پیدا کند.
مراکش سپس در فینال با شکست دادن تیم ملی زیر ۱۷ سال مالی (۰–۰، ۴–۲ در پنالتی) برای اولین بار قهرمان این تورنمنت شد.
او در تیم منتخب تورنمنت کنفدراسیون فوتبال آفریقا (CAF) قرار گرفت و توجه باشگاه‌های اروپایی را نیز جلب کرد.